# Jose Liberato Pretelt
Jose Liberato Pretelt (Cartagena de Indias, 1780 - Cartagena de Indias, 1816) fue un héroe, prócer y mártir de la independencia de Colombia.

## Biografía
Fue uno de los oficiales del ejército patriota defensores durante la Reconquista, junto con su hermano Valerio Pretelt. Los dos hermanos fueron apresados y después de un mes de cautiverio, fueron fusilados el 16 de febrero de 1816 en la Plaza de los Mártires por el tribunal presidido por Pablo Morillo durante el Sitio de Cartagena de Indias.
Casado con Melchora de Sanarrusia y Pujares, hija del también prócer de la independencia capitán Francisco Sanarrusia. Pretelt y Sanarrusia lideraron el 6 de julio de 1815, la masacre en las prisiones de El Palacio de la Inquisición de los oficiales españoles apresados en la fragata Neptuno, capturada por el Almirante Padilla. El 3 de octubre del mismo año, Sanarrusia fue capturado mientras comandaba una misión en Barú para recolectar víveres en el interior de la isla, mientras los insurgentes, dueños de la isla, protegían su regreso por la bahía a Cartagena. Cayeron cerca de cincuenta soldados prisioneros y seis embarcaciones cargadas de provisiones al ser cogidos por sorpresa y el trofeo es la cabeza del “traidor Sanarrusia".